# 朝倉在重
朝倉在重（あさくら ありしげ）是戰國時代到江戶時代初期的武将。在重流朝倉氏初代当主。

## 生涯
越前国朝倉氏一族。一說越前朝倉氏和駿河朝倉氏是別系，兩者之間存在遠親關係。
父親景高與朝倉孝景爭奪失敗越前国之際與父親一同逃亡駿河国依賴今川氏，今川氏滅亡後先後投靠中村一氏和德川家康。
今川時代時領有駿河安倍郡柿島周邊的領地，此時被稱為安倍七騎的實力團也因此抬頭了，在重在此之中也成為了安倍七騎的首領。今川氏衰退后先後降服與入侵駿河的甲斐武田氏和德川氏。據說此時安倍七騎卻分裂了，傳聞在重被大石五郎右衛門用暗器（一支精心设计的箭）將其殺害。
以后可以认为是德川氏的家臣，但由于家康移封关东及德川政权时期，朝仓氏仍然统治着旧领土。豐臣政權支配下的地方勢力，在德川家康轉封關東之後投靠了進入駿河國的新領主中村氏。
子宣正和景年，作為御旗奉行衆使番衆領有700石。

## 御茶壺屋敷
德川政权执政时期，在骏河的大日山坡上，有一个御茶壶屋，用来冷藏茶叶。秋天的彼岸时分，骏府的家康，以及将茶壶运往江户将军家的活动被称为"御茶壺屋敷"。
在正德年间，井川的御茶壷屋敷被废除为止，关于此次活动，御茶壶的宅邸以及保存的许多名品茶壶的管理，最初由当地井川的海野弥兵卫（海野元定）和柿岛的朝仓六兵卫（在重）担任。

## 脚注
1. ↑  一說為宣正之子。